# Verónica García-Peña
Verónica García-Peña (Oquendo, 25 de septiembre de 1979) es una escritora, socióloga y periodista española especializada en cultura, seleccionada en dos ocasiones entre los finalistas del Premio Planeta. En 2023 quedó prefinalista del Premio Ateneo de novela de Sevilla.

## Biografía
Verónica García-Peña nació en Oquendo (Álava). Desde los tres años vivió en Zalla (Vizcaya), lugares ambos que, por su clima y paisaje así como por sus leyendas, han marcado de forma importante sus textos tanto de ficción como periodísticos o sociológicos. Licenciada en Sociología y Periodismo por la Universidad del País Vasco, en el año 2004 se trasladó a La Rioja donde comenzó su trayectoria profesional en diversos ámbitos y medios de comunicación como periodista general, directora de informativos de radio o redactora de economía en prensa especializada. En La Rioja fue también donde inició su andadura literaria con la publicación de sus primeros libros. En el año 2016 se mudó a Gijón (Asturias), donde reside actualmente y continúa con su carrera.

## Trayectoria profesional
Hasta el momento, García-Peña ha publicado cinco novelas y una antología de relatos. Hasta morir la muerte  es su última novela (2024). Una historia que mezcla misterio histórico de carácter gótico con el realismo mágico vasco y parte de los universos literarios de Baroja, y con la que quedó quedó prefinalista del Premio Ateneo de novela de Sevilla. 
En 2013 publicó su primer libro, Bendita palabra, ambientada en el Gran Bilbao y galardonada como accésit en el 'I certamen literario Nemira'. La obra está prologada por el escritor Pablo Zapata Lerga; y en 2015, con su novela El ladrón de sueños, fue seleccionada por el jurado del Premio Planeta como una de los diez finalistas. La obra se publicó en 2016, convirtiéndose en uno de los libros más vendidos de la autora, recomendado por revistas y blogsy que cuenta con más de 1920 opiniones en la plataforma Amazon. También en 2016 publicó una antología de relatos y microrrelatos, En los cajones de mi casa, y el Ayuntamiento de Zalla creó un concurso literario a su nombre.
La isla de las musas, presentada en 2017con el seudónimo de Ricardo Pedreira Ulloa, y publicada en 2020 por Penguin Random House, la hizo ser de nuevo seleccionada entre las diez finalista del Premio Planeta obteniendo el cuarto puesto. En 2023 fue seleccionada entre las prefinalistas del Premio Ateneo de novela de Sevilla.
Actualmente, administra el portal literario El jardín del sur y el espacio de artículos de carácter sociológico y periodístico 'Desde el otro lado del espejo'. Colabora con la revista Uve Magazine y en el programa de radio Les Fartures, de la Radiotelevisión del Principado de Asturias, donde, a través de la literatura y el análisis de distintos estilos y autores, habla de gastronomía. Sobre este mismo tema imparte conferencias en las que aborda la importancia de la gastronomía en la literatura. También coordina el taller de lectura ‘La trama oculta’ en la librería Cervantes de Oviedo.
Durante seis años ha sido articulista de opinión y colaboradora habitual del grupo Vocento, en su diario El Comercio. También ha sido guionista y periodista de investigación en varios podcast del grupo como son 'Las dos muertes de Javier Ardines', nominado en los Premios Gabo 2022, y 'Ahora Quini'.
Colabora con Poex (Poesía en Gijón), Felix (Feria del libro de Gijón) y la Semana Negra de Gijón, donde es parte del jurado de sus premios de forma habitual.
Ponente en diferentes congresos, encuentros y seminarios tales como 'Dificultades de género dentro del sector literario y periodístico'; 'Obra y vida de Concepción Arenal'; 'Periodismo literario: técnica y estrategia basadas en hechos', 'La recepción en Europa de las Letras españolas actuales', entre otros.

## Obras

### Novelas
- Hasta morir la muerte, Amazon, 2024
- La isla de las musas, Finalista Premio Planeta 2017, Penguin Random House, 2020
- El ladrón de sueños, Finalista Premio Planeta 2015, Amazon, 2016.
- De cómo Feliciano San Feliz quiso matar a sus vecinos, Amazon, 2014
- Bendita palabra, Amazon, 2013

### Antologías
- De hadas y magos, proyecto cultural Contamos la Navidad, 2022
- Infinito, Trabe, 2021
- En los cajones de mi casa, Amazon, 2016

- Datos: Q76823752